# Pseudochiridium
Genre
Synonymes
- Afrocheiridium Beier, 1932

Pseudochiridium est un genre de pseudoscorpions de la famille des Pseudochiridiidae.

## Distribution
Les espèces de ce genre se rencontrent en Afrique, en Asie, en Amérique et en Océanie.

## Liste des espèces
Selon Pseudoscorpions of the World (version 3.0) :
- Pseudochiridium africanum Beier, 1944
- Pseudochiridium clavigerum (Thorell, 1889)
- Pseudochiridium heurtaultae Vitali-di Castri, 1970
- Pseudochiridium insulae Hoff, 1964
- Pseudochiridium kenyense Mahnert, 1982
- Pseudochiridium lawrencei Beier, 1964
- Pseudochiridium minutissimum Beier, 1959
- Pseudochiridium thorelli With, 1906
- Pseudochiridium traegardhi Tullgren, 1907
- Pseudochiridium triquetrum Beier, 1965
- Pseudochiridium vachoni (Vitali-di Castri, 1970)
- † Pseudochiridium lindae Judson, 2007

## Publication originale
- With, 1906 : The Danish expedition to Siam 1899-1900. III. Chelonethi. An account of the Indian false-scorpions together with studies on the anatomy and classification of the order. Oversigt over det Konigelige Danske Videnskabernes Selskabs Forhandlinger, sér. 7, vol. 3, p. 1-214.